# Із Росії з любов'ю (роман)
«Із Росії з любов'ю» (англ. From Russia, with Love) — п'ятий роман Яна Флемінга про пригоди британського агента Джеймса Бонда. 
Українською мовою роман було перекладено Валерієм Грузином і опубліковано видавництвом «Молодь» і «Амадей» 1991 року, а також у 2020 році вийшов переклад Алекса Антомонова у видавництві НК — Богдан.

## Персонажі
- Джеймс Бонд / Агент 007 — головний герой
- Тетяна Романова / дівчина Бонда
- Рене Матіс / співробітник Другого Бюро, зв'язковий Бонда.
- М — начальник Бонда
- Генерал Грубозабойщиков / другорядний лиходій

## Українські переклади
- Ієн Флемінг, Із Росії з любов'ю / З англійської переклав Алекс Антомонов. — Тернопіль: НК: Богдан, 2020. — 288 с.
- Ян Флемінг, Із Росії — з любов'ю, «Молодь», Київ, 1991
- Ян Флемінг, Із Росії — з любов'ю, «Амадей», Київ, 1998, передмова Валерія Грузина

## Див. фільми
- «З Росії з любов'ю» — 1962 — Бонда грає Шон Коннері